# مجلاو (ساحل الجنوبي)
مجلاو هو دُوَّار يقع بجماعة الساحل الشمالي، عمالة طنجة أصيلة، جهة طنجة تطوان الحسيمة في المملكة المغربية. ينتمي الدوّار لمشيخة ساحل الجنوبي التي تضم 7 دواوير. يقدر عدد سكانه بـ 879 نسمة حسب الإحصاء الرسمي للسكان والسكنى لسنة 2004.

## روابط خارجية
- البوابة الوطنية للجماعات الترابية نسخة محفوظة 12 مارس 2018 على موقع واي باك مشين.
- المندوبية السامية للتخطيط